# Puerto Rico i olympiska spelen
Puerto Rico deltog för första gången i olympiska sommarspelen 1948. Puerto Rico är ett självstyrande territorium tillhörande USA. Puerto Rico deltog i sitt första vinterspel 1984 i Sarajevo, landet har sedan dess deltagit i samtliga vinterspel fram till 1998 men missade spelen både  2002 och 2006. Puerto Rico har varit med i samtliga sommarspel sedan 1948. Noterbart är att Puerto Rico, trots att det är en del av USA, inte deltog fullt ut i den av USA ledda bojkotten mot de olympiska spelen 1980 i Moskva då tre boxare från Puerto Rico ställde upp.
De Puerto Ricoanska idrottarna har tagit nio medaljer, de flesta i boxning. 
Puerto Ricos Olympiska Kommitté grundades 1948 och erkändes av IOK samma år.

## Medaljer
| Guld | Silver | Brons | Totalt antal medaljer |
| ---- | ------ | ----- | --------------------- |
| 1    | 2      | 6     | 9                     |

### Samtliga medaljer
| Medalj | Namn               | Spel                | Sport     | Gren                    |
| ------ | ------------------ | ------------------- | --------- | ----------------------- |
| Brons  | Juan Venegas       | 1948 London         | Boxning   | Herrarnas bantamvikt    |
| Brons  | Orlando Maldonado  | 1976 Montréal       | Boxning   | Herrarnas lättflugvikt  |
| Silver | Luis Ortiz         | 1984 Los Angeles    | Boxning   | Herrarnas lättvikt      |
| Brons  | Aristides González | 1984 Los Angeles    | Boxning   | Herrarnas mellanvikt    |
| Brons  | Aníbal Acevedo     | 1992 Barcelona      | Boxning   | Herrarnas weltervikt    |
| Brons  | Daniel Santos      | 1996 Atlanta        | Boxning   | Herrarnas weltervikt    |
| Brons  | Javier Culson      | 2012 London         | Friidrott | Herrarnas 400 m häck    |
| Silver | Jaime Espinal      | 2012 London         | Brottning | Herrarnas 84 kg fristil |
| Guld   | Mónica Puig        | 2016 Rio de Janeiro | Tennis    | Damsingel               |

### Medaljer efter sommarspel
| Spel                                    | Guld | Silver | Brons | Totalt |
| 1948 London                             | 0    | 0      | 1     | 1      |
| 1952 Helsingfors                        | 0    | 0      | 0     | 0      |
| 1956 Melbourne (ryttarspel i Stockholm) | 0    | 0      | 0     | 0      |
| 1960 Rom                                | 0    | 0      | 0     | 0      |
| 1964 Tokyo                              | 0    | 0      | 0     | 0      |
| 1968 Mexico City                        | 0    | 0      | 0     | 0      |
| 1972 München                            | 0    | 0      | 0     | 0      |
| 1976 Montréal                           | 0    | 0      | 1     | 1      |
| 1980 Moskva                             | 0    | 0      | 0     | 0      |
| 1984 Los Angeles                        | 0    | 1      | 1     | 2      |
| 1988 Seoul                              | 0    | 0      | 0     | 0      |
| 1992 Barcelona                          | 0    | 0      | 1     | 1      |
| 1996 Atlanta                            | 0    | 0      | 1     | 1      |
| 2000 Sydney                             | 0    | 0      | 0     | 0      |
| 2004 Aten                               | 0    | 0      | 0     | 0      |
| 2008 Peking                             | 0    | 0      | 0     | 0      |
| 2012 London                             | 0    | 1      | 1     | 2      |
| Rio de Janeiro 2016                     | 1    | 0      | 0     | 1      |
| Totalt                                  | 1    | 2      | 6     | 9      |

### Medaljer efter vinterspel
| Spel                | Guld        | Silver      | Brons       | Totalt      |
| Sarajevo 1984       | 0           | 0           | 0           | 0           |
| Calgary 1988        | 0           | 0           | 0           | 0           |
| Albertville 1992    | 0           | 0           | 0           | 0           |
| Lillehammer 1994    | 0           | 0           | 0           | 0           |
| Nagano 1998         | 0           | 0           | 0           | 0           |
| Salt Lake City 2002 | Deltog inte | Deltog inte | Deltog inte | Deltog inte |
| Turin 2006          | Deltog inte | Deltog inte | Deltog inte | Deltog inte |
| Vancouver 2010      | Deltog inte | Deltog inte | Deltog inte | Deltog inte |
| Totalt              | 0           | 0           | 0           | 0           |

### Medaljer efter sporter
| Sport     | Guld | Silver | Brons | Totalt |
| Tennis    | 1    | 0      | 0     | 1      |
| Boxning   | 0    | 1      | 5     | 6      |
| Brottning | 0    | 1      | 0     | 1      |
| Friidrott | 0    | 0      | 1     | 1      |
| Totalt    | 1    | 2      | 6     | 9      |